# Giêng
Giêng is een riviereiland in de Tiền, een rivier in de Mekong-delta. Het behoort tot het district Chợ Mới, een van de districten in de Vietnamese provoncie An Giang. Op het eiland bevinden zich de xã's Bình Phước Xuân, Mỹ Hiệp en Tân Mỹ.